# Strimnica
Strimnica (makedonska: Стримница) är en ort i Nordmakedonien. Den ligger i kommunen Želino, i den nordvästra delen av landet, 30 kilometer väster om huvudstaden Skopje. Strimnica ligger 438 meter över havet och antalet invånare är 1 831.